# Phylica harveyi
Phylica harveyi är en brakvedsväxtart som först beskrevs av George Arnott Walker Arnott, och fick sitt nu gällande namn av Neville Stuart Pillans. Phylica harveyi ingår i släktet Phylica och familjen brakvedsväxter. Inga underarter finns listade i Catalogue of Life.